# Cletodes pusillus
Cletodes pusillus är en kräftdjursart som beskrevs av Georg Ossian Sars 1920. Cletodes pusillus ingår i släktet Cletodes och familjen Cletodidae. Arten är reproducerande i Sverige. Inga underarter finns listade i Catalogue of Life.